# Latinska krigen
De Latinska krigen är ett samlingsnamn på en serie konflikter mellan det romerska kungadömet/romerska republiken och de latinska stadsstaterna.

## Första kriget med Rom
Första Latinska kriget skall ha skett på 600-talet f.Kr. under Ancus Marcius tid som kung av Rom.
Enligt Livius ska kriget ha uppstått genom att några latinska städer erövrade romerskt territorium i tron att Ancus skulle vara lika dedikerad till fredligt samarbete som sin farfar Numa Pompilius och att han därmed inte skulle förklara krig mot dem. Till en början verkade planen ha fungerat men när latinarna hånade en romersk ambassadör som kommit till dem för att kräva ersättning för invasionen valde Ancus att förklara krig. Livius skriver vidare att detta var första gången Rom förklarade krig genom rerum repetitio.
Ancus rekryterade en armé ur den romerska befolkningen och marscherade sedan till staden Politorium som stormades och erövrades. Invånarna i Politorium togs till fånga och fördes till Aventinen i Rom där de fick bosätta sig som nya romerska medborgare vilket var en tradition som använts i krigen mot sabinerna och Alba Longa. När andra latinska stammar bosatte sig i det nu tomma Politorium intog Ancus staden igen och rev ned den. Han erövrade sedan städerna Telleni och Ficana vars invånare också flyttades till Rom.
Ancus fokuserade sedan på staden Medullia som var väl befäst och hade en stark försvarsstyrka. Flera slag skall ha ägt rum utanför staden men romarna segrade slutligen och Medullia plundrades. Krigsbytet och befolkningen togs sedan tillbaka till Rom och det första kriget ansågs därmed vara över.

## Tarquinius Priscus latinska krig
Under kung Lucius Tarquinius Priscus tid som Roms konung skall två ytterligare latinska krig ha ägt rum.
Det första kriget skall ha skett innan 588 f.Kr. och Tarquinius intog då staden Apioale som plundrades.
Det andra kriget skall ha skett 588 f.Kr. och Tarquinius skall då ha erövrat hela Latium och i utbyte mot fred skall Rom ha fått städerna Corniculum, gamla Ficulea, Cameria, Crustumerium, Ameriola, Medullia och Nomentum.

## Kriget mellan Clusium och Aricia
508 f.Kr. skall kung Lars Porsena av Clusium (under perioden en av de mäktigaste etruskiska städerna) ha avslutat ett lyckat krig mot Rom som han intagit. Lars delade därefter upp sin arme i två delar och skickade den ena delen till staden Aricia under sin son Aruns befäl. Aricierna bad om hjälp från de kringliggande latinska staterna och även från grekiska bosättare i Kyme (den äldsta grekiska kolonin på det italienska fastlandet). När hjälp anlände gick aricierna och deras allierade ut i fält för att möta Arun och hans armé. Enligt Livy skall Aruns soldater ha drivit tillbaka aricierna och de andra latinarna medan de grekiska kymeérna vägrade ge sig in i striden. När Aruns armé passerat kymeérna anföll de den dock i ryggen vilket vände slaget till en aricisk seger. Hela Aruns arme skall ha stupat i slaget.
Segern över Arun tvingade Lars Porsena att dra sig tillbaka från Latium och därmed även från Rom.

## Det Pometiska upproret.
503 f.Kr skall två latinska städer, Pometia och Cori (enligt Livy latinska kolonier), ha gjort uppror mot Rom med stöd från Aurunkerstammen.
Rom som blivit republik (510 f.Kr.) leddes i kriget av konsulerna Agrippa Menenius Lanatus och Publius Postumius Tubertus och dessa mötte upprorsarmén i Roms gränsland. Den romerska armén segrade i striden och kriget skall sedan enligt Livy helt ha utspelat sig i Pometia. Det första året utgjordes av fruktlösa slag mellan de stridande parterna där inga krigsfångar tog, dock skall de båda konsulerna enligt Livy ha firat triumf i slutet av året. Detta stödjs inte i Fasti Triumphales (en kalender över romerska konsulers triumfer efter viktiga miltiära segrat) som istället skriver om en ovation till Postumius och en triumf till Menenius för segrar mot Sabinerna.
502 f.Kr. fortsatte kriget mot Pometia och Cori och konsulerna var nu Opiter Virginius och Spurius Cassius Viscellinus. Enligt Livy gjorde de ett misslyckats försök att storma Pometia och tvingades sedan belägra staden med belägringsmaskiner. Belägringen lyckades dock brytas av ett enat anfall av pometiska soldater och aurunkkrigare och de båda konsulerna tvingades retirera till Rom. Väl där uppförde de en ny armé och gav sig sedan av mot Pometia igen. Belägringen påbörjades på nytt och denna gång kapitulerade Pometia innan något anfall kunde påbörjas. De Aurunkiska stamhövdingarna avrättades och den pometiska befolkningen såldes som slavar. Staden skövlades sedan och marken såldes. Enligt Livy skall konsulerna sedan ha firats med triumf i Rom men Fasti Triumphales nämner endast en triumf, denna gång till Cassius för hans seger mot en okänd fiende (texten är för skadad för att tydas).

## Slaget vid Regillussjön och foedus Cassianum
501 f.Kr informerades romarna om att trettio latinska stadsstater ingått en allians emot dem under Octavius Mamilius av Tusculum. På grund av detta samt en pågående konflikt med sabinerna utsågs Titus Lartius till Roms första diktator med Spurius Cassius som sin Magister Equitum (överbefäl för kavalleriet och diktatorns högra hand). Faktiska strider mellan Rom och latinarna skulle dock dröja ytterligare två år.
499 f.Kr (alternativt 496 f.Kr) bröt kriget slutligen ut på riktigt. Fidenae belägrades (oklart av vem) och Crustumerium erövrades (åter igen oklart av vem). Praeneste lämnade den latinska alliansen och anslöt sig istället med Rom och Aulus Postumius utsågs till diktator med Titus Aebutius Elva som sin Magister Equitum. Med en romersk armé marscherade de in i latinarnas territorium och till Regillussjön där de vann en avgörande seger som även blev krigets sista stora slag.
495 f.Kr bad Volskerstammen latinarna att hjälpa dem med ett anfall mot Rom, något som latinarna vägrade göra trots att de var i krig med riket. Latinarna varnade dessutom romarna för volskernas anfall och som tack för det släppte romarna 6000 latinska krigsfångar som de tagit under kriget. Latinarna skickade då en guldkrona till jupitertemplet i Rom och vid mottagningsceremonin deltog både romare och latinare och vänskapsband uppstod under firandet.
493 f.Kr. slöts den slutliga officiella freden mellan romarna och latinarna. Foedus Cassianum avtalet skrevs mellan dem vilket förband parterna i en allians med Rom som ledare. Några år senare tilläts även hernikerstammen ansluta sig till alliansen. Alliansen verkar främst ha syftat till att motstå en stundande invasion av volsker och equier som börjat förflytta sig mot Latium från apenninerbergen. 400-talet f.Kr i Latium skulle sedan komma att utmärkas av kontinuerliga räder och moträder mellan latinarna och bergsstammarna.

## Latinarna bryter med Rom (389 f.Kr.–385 f.Kr.)
390 f.Kr. besegrades en romersk arme av invaderande galler i slaget vid Allia och gallerna plundrade därefter staden Rom. Då Rom nu var försvagat tog latinarna och hernikierna 389 f.Kr, chansen att avbryta den allians som varat mellan staterna i över 100 år. Enligt Livy skall relationen mellan staterna sedan sakta ha försämrats. 387 diskuterades situationen i senaten men ärendet lades på is då information nådde Rom om att etruskerna började rusta för krig. 386 f.Kr. invaderades de pontinska träsken sydöst om Rom av den volkiska stadsstaten Antium och Rom fick information om att latinarna stött Antium med krigare. Roms sändebud frågade latinarna om detta stämde och de svarade att de inte skickat krigare till Antium men att de inte heller förbjudit sina medborgare att frivilligt ansluta sig till Antiums armé. En romersk armé samlades under befälhavarna Marcus Furius Camillus och Valerius Potitus Poplicola och de mötte Antiums armé vid Satricum. Slaget slutade i romersk seger och Satricum erövrades, efteråt rapporterade befälhavarna att utöver volsker bestod Antiums armé mycket riktigt till stor del av latinare och hernikier. De romerska sändebuden krävde nu att få veta varför latinarna inte anslutit sig till Rom mot Antium och latinarna svarade att det för att de fruktade volkiska anfall mot sina egna riken. Denna ursäkt ansågs inte vara nog av Rom men de ansåg samtidigt att det inte räckte för att förklara krig mot latinarna.
385 f.Kr. utsågs Aulus Cornelius Cossus till diktator i Rom för att hantera det volskiska kriget. Cossus marscherade sin armé till de pontinska träsken för att möta volskerna som än en gång invaderat området. Även detta slag slutade i romersk seger och efter slaget hade romarna tagit flera krigsfångar. Dessa krigsfångar bestod till stor del av latinare och hernikier, däribland en del adelsmän och även trupper från de romerska kolonierna Circeii och Velitrae. Den stora mängden latinare och hernikier bland krigsfångarna togs som bevis för att latinarna och hernikierna officiellt stödde volskerna i kriget men de beslutade sig ändå för att inte förklara öppet krig mot dem. När latinarna och hernikierna bad Rom att frige de fångar de tagit i slaget vägrade romarna dock göra detta, vidare koloniserades Satricum av 2000 romerska medborgare i syfte att säkra området från vidare invasioner.

## Kriget mellan Rom och Praeneste (383 f.Kr.–379 f.Kr.)
Mot slutet av 380-talet f.Kr. uppstod Praeneste som den ledande latinska stadsstaten i opposition mot Rom. Praeneste var den tredje största stadsstaten i Latinum men mellan 499 f.Kr. och 383 f.Kr. omnämns inte staden över huvud taget och under kriget mot Aequi på 450-talet f.Kr. verkar större delen av striderna ha ägt rum söder om staten vilket tyder på att Praeneste under perioden antingen var erövrat av eller hade något form av avtal med Aequi. De verkar därmed aldrig ha varit del av det latinska förbundet. Aequis fall i början av 300-talet f.Kr. verkar därmed ha friat Praeneste att agera som de ville.

### Krigets utbrott
Enligt Livy så förklarade stadsstaten Lanuvium krig mot Rom 383 f.Kr. vilket förvånade romarna då staten varit trogna allierade och Rom svarade med att i sin tur förklara krig mot staten. Dock kunde inga kampanjer genomföras det året då det rådde pest i Rom. En grupp lanuviska adelsmän försökte mäkla fred mellan Rom och Lanuvium men när lanuvierna utförde en räd mot Roms områden ansågs ett fredligt avslut till konflikten vara omöjligt. Till Lanuvium anslöt sig sedan staten Velitrae och rykten gick om att Praeneste rustade för krig mot Rom. Vidare kom sändebud till Rom från Tusculum, Gabii och Labici som samtliga menade att deras områden blivit invaderade. Rom valde dock av okänd anledning att inte tro på detta. 382 f.Kr. skickades en romersk armé under två bröder från Papiria-familjens befäl mot Velitrae. Den velitraiska armén besegrades men romarna valde att inte inta själva staden då de fruktade att ett stormningsförsök skulle misslyckas samt att de inte ville förstöra staden. I den besegrade armén påträffade romarna flera Praenester som deltagit som hjälptrupper. Detta fick Rom att officiellt förklara krig mot Praeneste.
Livys skrifter om att Lanuvium varit de första att förklara krig mot Rom har ifrågasatts av moderna historiker. Av de stater som deltog i kriget var Lanuvium den stat som låg närmast Rom och ändå verkar kampanjerna ha inriktat sig mot Velitrae istället. Oakley menar att det istället är sannolikt att Lanuvium anslöt sig till kriget mot Rom i ett senare skede.
381 f.Kr. fortsatte kriget mot Praeneste och enligt både Livy och Plutarchos anslöt sig volskerna nu till Praeneste och de stormade Satricum som erövrades. På grund av detta valdes Furius Camillus till konsul för sjätte gången. Furius Camillus blev ansvarig för att leda Rom i kriget och till medkonsul fick han Furius Medullinus som valdes genom lottning. Därefter skiljer sig Livys och Plutarchos skrifter i vissa delar.
Enligt Livy marscherade de båda konsulerna ut genom Esquiline-porten mot staden Satricum med fyra legioner bestående av 4000 män per legion. Vid Satricum mötte de den volskiska armén som var numerärt överlägsen och hungriga för strid. Camillus vägrade anfalla den volskiska armén och valde istället att ta en defensiv ställning. Medullinus höll dock inte med Camillus om dennes taktik och menade att Camillus blivit för gammal och försiktig för att leda armén och stora delar av den romerska armén ställde sig snart på Medullinus sida. Medullinus förberedde sig för att anfalla volskerna medan Camillus tog flera cohorter och placerade sig som reserv åt armén. Strax efter att anfallet inletts började volskerna att retirera upp för en backe tillbaka mot sitt läger och romarna följde efter dem. Detta innebar dock att de romerska soldaterna nu stred mot överlägsna nummer i uppförsbacke och efter stora förluster bröt de rank och flydde från volskerna. Camillus gick då till motanfall och han lyckades samla den romerska hären nedanför backen där de intog försvarsställning. Medan de romerska infanteriet höll ställningarna samlade Medullinus det romerska kavalleriet som steg av sina hästar och gjorde ett anfall mot volskerna till fots vilket fick volskerna att fly i panik. Slaget var därmed vunnet och det volskiska lägret erövrades. Många volsker stupade i slaget och ännu fler tillfångatogs och bland dem fanns flera Praenester.
Enligt Plutarchos var Camillus dock sjuk under dagen för slaget och han inväntade slagets utkomst i det romerska lägret. När han fick höra att romarna var på väg att besegras rusade han ut ur sitt tält och fick de romerska soldaterna att sluta retirera och volskerna avbröt därmed sitt anfall. Dagen efter ledde Camillus själv soldaterna i ett nytt slag där han besegrade den volskiska hären och erövrade deras läger. Efter slaget fick Camillus reda på att etruskerna erövrat Satricum och dräpt dess romerska invånare. Camillus skickade hem större delen av sin armé till Rom och stormade därefter staden tillsammans med de unga soldaterna som saknade familj i armén. Stormningen lyckades och Satricum återerövrades.
Av de två varianterna verkar Plutarchos skrifter vara de som bäst överensstämmer med andra bevarade källor. Livys berättelse verkar måla upp en med nobel bild av Camillus än Plutarchos och Livy slår ihop Plutarchos två slag till ett. Att Praeneste deltog i slaget på volskernas sida anses vara trovärdigt men alla detaljer om slaget och att Camillus och Medullinus skall ha varit oense anses vara efterhandskonstruktioner. Slagets storlek och betydelse anses även ha överdrivits kraftigt.

### Rom annekterar Tusculum
Efter segern mot volskerna vände sig Rom mot Tusculum. Enligt Livy fanns flera män från Tusculum bland de krigsfångar som tagits efter slaget och efter att de förhörts beslutade Rom sig för att förklara krig mot Tusculum. Plutarch skriver istället att Camilus just återvänt till Rom när ha informerades om att Tusculum rustade till krig mot Rom. Camillus valdes därmed åter till befälhavare för Roms armé och han valde Medullinus som sin kollega. Camillus och Medullinus marscherade sina arméer mot Tusculum och när de kom fram fick de gå in i staden oförhindrat. Inne i Tusculum verkade alla hålla på med sina dagliga sysslor som om inget krig pågick och Camillus beordrade Tusculums ledarskikt att bege sig till Rom och förklara sig. De gjorde detta med Tusculums diktator som sin talesman och romarna gick med på att Tusculum skulle lämnas ifred men att de nu helt tillhörde Rom. Strax därefter gavs Tusculums invånare fullt medborgarskap i Rom.
381 f.Kr. var Tusculum nästan helt omringat av romerskt territorium och annekterandet av staten var ett logiskt steg för den romerska republiken. Annekterandet ledde inte enbart till utökat territorium och manskap för Rom utan det resulterade även i att Praeneste och Tibur skildes från de latinska staterna i Albankullarna. Tusculum kom att bli Roms första Municipium, en romersk stad med självstyre. Flera moderna forskare menar att berättelsen om Tusculums annekterande är helt påhittad. Cornell, Oakley och Forsythe godtar samtliga att staden annekterades 381 f.Kr. men att det skulle ha skett så fredligt som Livy och Plutarchos beskriver det förkastas. Livy och Plutarch skrev båda ur sin tids perspektiv, då romerskt medborgarskap var något eftertraktat, att en latinsk stat under denna period av romersk expansion skulle se romerskt medborgarskap som något gott är dock inte troligt och handlingen ansågs nog snarare som en aggressiv akt under perioden.

### Diktator Quinctius Cincinnatus
Händelserna 380 f.Kr. beskrivs enbart av Livy.

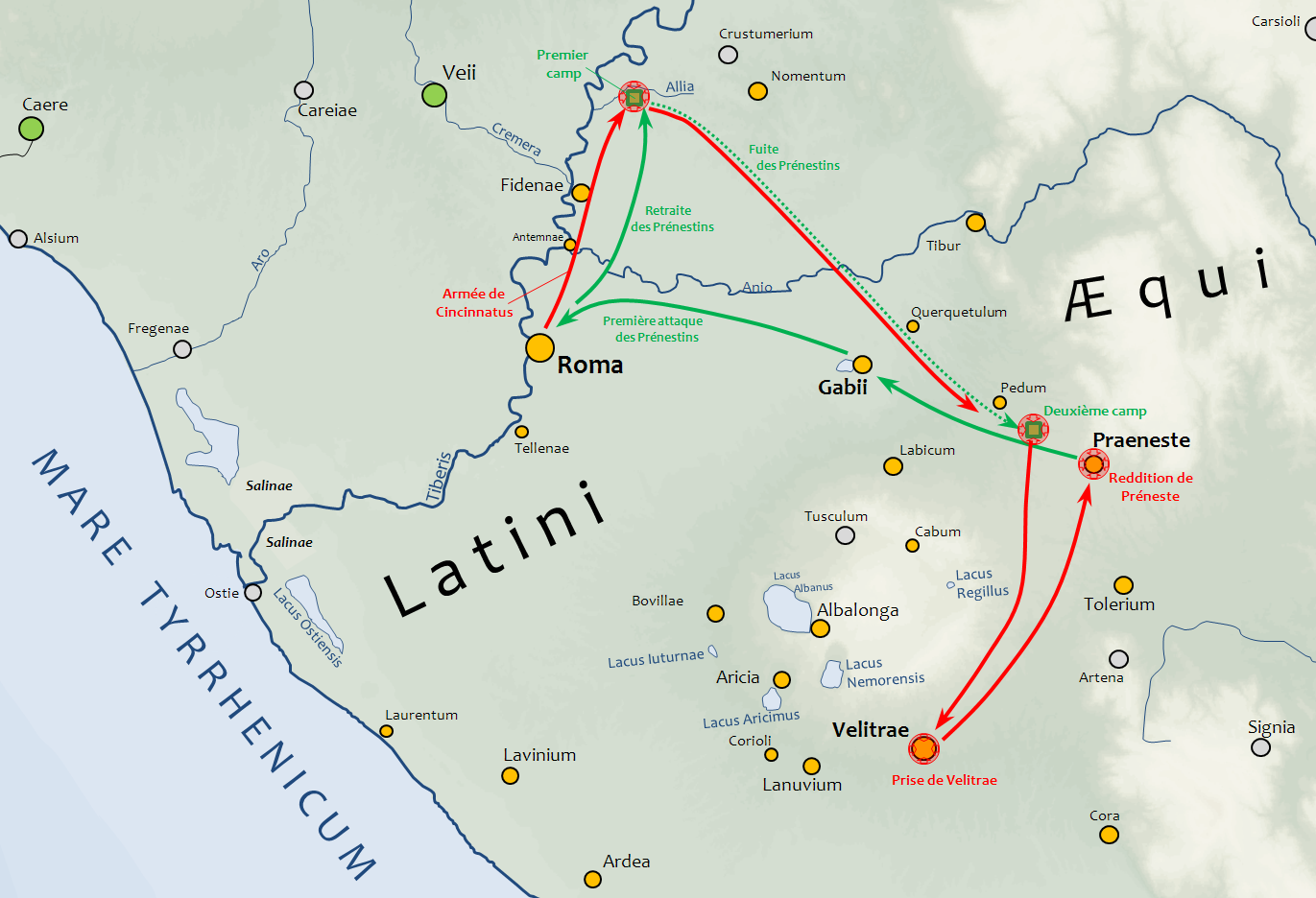
Roms militära kampanj mot Praeneste och Velitrae under T.Quinctus Cincinnatus Capitolinus på 380-talet f.Kr.

Efter en census i Rom började de plebejiska tribunerna en politisk kampanj för skattereducering samt ett slut på värnplikten till nya arméer för kriget mot Praeneste. Inte ens nyheterna om att Praeneste erövrat Gabii ändrade tribunernas politiska inriktning. När Praeneste fick reda på att Rom inte hade någon förberedd armé i fält trängde de fram ända till Rom. Detta fick romarna att drabbas av panik och de valde Quinctius Cincinnatus som diktator med Sempronius Atratinus som sin högra hand och bildade även en armé. Praeneste drog sig då tillbaka och slog läger vid Ailla där de hoppades att minnet av nederlaget mot gallerna skulle påverka den romerska moralen. Romarna mindes dock sina tidigare segrar mot latinarna och såg även chansen att genom en seger vid Ailla sudda ut de gamla minnet av nederlaget där och de marscherade därmed till platsen för att möta Praeneste. I slagets början beordrade Quinctius Cincinnatus en kavalleriattack rätt in i mitten av den praenestiska armén medan infanteriet följde bakom för att krossa de förhoppningsvis uppbrutna praeniska formationerna. Anfallet blev väldigt lyckat och de praeniska trupperna flydde redan efter första kavallerianfallet. Den praeniska armén drog sig först tillbaka till utkanten av Praeneste där de beslutade sig för att möta den romerska armén en andra gång men när den romerska armén dök upp drog de sig tillbaka bakom stadens murar. Istället för att anfalla praeneste valde romarna att erövra åtta närliggande städer som varit under Praenestes kontroll, de marscherade sedan till Velitrae som stormades och erövrades. När de sedan återvände till Praeneste kapitulerade staden utan strid och Quinctius Cincinnatus kunde återvända till Rom i triumpf. Han hade lett armén i erövrandet av nio städer och hade dessutom erövrat praenesternas militärläger vid två tillfällen och alt detta under endast 20 dagar. Enligt Livy skall Praeneste ha hetsat andra latinska stater till uppror under 379 f.Kr. därefter nämns de inte igen förrän 359 f.Kr.
Livys skrifter om Quinctius Cincinnatus anses historiskt korrekta och så även kriget mot Praeneste. Oakely menar att slaget mot Praeneste verkar korrekt och att det även är möjligt att erövrandet av Velitrae är sant, dock berättar inga andra källor om strider mot Velitrae förrän 369 f.Kr. Dock tvivlar han på att Praeneste någonsin marscherade mot Rom samt att slaget mot dem stod vid Allia.

## Satricum förstörs
Enligt Livy enades de latinska och volskiska trupperna vid Satricum 377 f.Kr. och en romersk armé marscherade för att möta dem under befäl av P. Valerius Potitus Poplicola och L. Aemilius Mamercinus. Första dagens strider tvingades avbrytas på grund av ett kraftigt regnfall men dagen efter fortsatte slaget. Latinarna, som kände till den romerska arméns taktik höll ut länge men ett romerskt kavallerianfall bröt upp deras linjer och ett nytt infanterianfall strax därefter fick latinarna att fly. Latinarna och volskerna drog sig först tillbaka till Satricum men retirerade sedan vidare till Antium. Den romerska armén följde efter men de saknade belägringsutrustning och kunde därmed inte belägra staden. En konflikt uppstod i Antium mellan volskerna och latinarna gällande huruvida de skulle be om fred eller inte. Då parterna var oense lämnade latinarna staden som strax därefter kapitulerade till Rom. På vägen från Antium brände latinarna ned Satrium med undantag av dess tempel som lämnades ifred då en röst från templet skall ha hotat med förbannelse om byggnaden skadades. Efter Antium anföll latinarna Tusculum istället och staden erövrades med undantag av dess fästning som fortsatte hålla ut. En romersk armé under L. Quinctius Cincinnatus och Ser. Sulpicius Rufus marscherade till Tusculums undsättning och latinarna försökte då hålla stadens murar men krossades då de fångades mellan den anfallande romerska armén och tusculerna som valde detta tillfälle att göra ett motanfall från citadellet.
Livy berättar om två tillfällen då hela Satricum förutom dess tempel bränts ned, första gången 377 f.Kr. av latinarna och andra gången 346 f.Kr. av romarna. Idag tros detta vara en dubbel beskrivning av samma händelse och Beloch menar att händelsen 377 egentligen är en beskrivning av händelsen 346 f.Kr. Beloch menar vidare att romarna troligtvis inte skulle ha skrivit ned att en av deras städer bränts av latinare. Oakley menar istället att staden antagligen brändes ned vid två tillfällen och menar att det inte finns någon anledning för romarna att hitta på att latinarna brände Satricum. Han menar dock att berättelsen om templets överlevnad är en dubblett. Satricum verkar under perioden ha varit en kraftigt omstridd stad och det är därmed inte omöjligt att staden brändes vid två tillfällen.

## Kriget mellan Rom och Tibur (361 f.Kr.–354 f.Kr.)
Tibur var likt Praeneste en av latinums största städer men omnämns endast sparsamt i historiska källor. Detta kan innebära att de likt Praeneste var avskilda från det latinska förbundet av Aequi på 400-talet f.Kr. Livy skriver om ett långt krig mellan Rom och Tibur som varade från 361 f.Kr. till 354 f.Kr. Två triumfer från kriget finns bevarade i andra historiska källor och en notis nämner även att Praeneste deltog i kriget på Tiburs sida men detta nämns inte av Livy.

### Tibur allierar sig med gallerna
Enligt Livy började kriget mellan Rom och Tibur efter att Q. Servilius Ahala besegrade en gallisk armé utanför Rom. Gallerna flydde i riktning mot Tibur men den romerska armén lyckades genskjuta dem strax utanför staden. Tiburs soldater anföll då romarna i ett försök att hjälpa gallerna men de båda styrkorna besegrades. 359 f.Kr. marscherade tiburerna enligt Livy mot Rom och de anlände utanför staden under natten. Detta satte skräck i romarna men när morgonen kom såg de att tiburernas styrka var relativt liten. Konsul C. Poetelius Libo Visolusonsul ledde då den romerska armén i ett anfall från staden och tiburerna tvingades retirera. Efter det firades Visolus med en triumf.
I Fasti Triumphales står det skrivet att konsulen C. Poetelius Libo Visolus firade en triumf över Tibur och gallerna den 29 juli 361 f.Kr. Då han nämns av både Livy och källorna i Fasti Triumphales men vid olika tillfällen har detta skapat tvivel kring huruvida Servilius Ahala faktiskt ledde den romerska armen vid slaget utanför Tibur.

### Rom och latinarna återskapar sin allians
358 f.Kr. hotades hela latinum av nya invasioner av gallerna. Enligt Livy skapade romarna därmed en ny allians med latinarna på latinarnas förfrågan. En enad armé av romare och latinare marscherade sedan mot gallerna som nått ned till Praeneste och omringat Pedum. Den enade armén lyckades besegra gallerna och driva iväg dem.
Vi vet idag inte vilka latinska stater som ingick i den nya alliansen och inte heller om dessa stater tidigare varit i krig mot Rom. De andra latinska staterna kan inte ha varit nöjda med att Rom nu kontrollerade Pomptinen men hotet av en gallisk invasion kan ha räckt som motiv för att åter igen alliera sig med Rom. Både Tibur och Praeneste verkar ha varit fortsatt fientliga mot Rom efter att gallerna drevs iväg men inga andra latinska stater nämns som fiender under perioden och de antas därmed ha fortsatt skicka hjälptrupper till Roms armé efter 358 f.Kr. Detta kan vara anledningen till att romarna kunde expandera kraftigt under 350-talet och 340-talet f.Kr.

### Krigets slut
Livy ger endast en kort beskrivning av krigets sista år. 356 f.Kr. var konsul M. Popilius Laenas  befälhavare över den romerska armén i kriget mot Tibur och han belägrade staden och brände de kringliggande fälten. 355 f.Kr. erövrade romarna Empulum från Tibur som endast gjorde ett svagt motstånd mot dem. Enligt vissa historiker inspirerade av Livy leddes de romerska arméerna av C. Sulpicius Peticus och M. Valerius Poplicola vid erövrandet av staden medan andra menar att endast Valerius ledde armén och att Sulpicius under tiden för slaget var upptagen med kriget mot Tarquinienses-stammarna. 354 f.Kr. erövrade romarna Sassula och Tibur kapitulerade därefter vilket innebar krigets slut. I Fasti Triumphales står att konsul M. Fabius Ambustus firade en triumf över Tibur den 3 juni det året. Rom verkar även ha slutit fred med Praeneste det året. 
Städerna Empulum och Sassula omnämns endast i dessa skrifter och måste därmed ha varit små städer kontrollerade av Tibur. Exakt var de låg är okänt men det anses osannolikt att romarna skulle ha hittat på att de erövrat så obetydliga platser och skrifterna om dem anses därmed korrekta. Även om inga slag under de latinska krigen verkar ha varit avgörande är det sannolikt att Tibur och Praeneste sakta men säkert slitits ut av de många åren av krig innan de slutligen bad om fred 354 f.Kr. Städerna skulle inte komma att nämnas igen förrän det sista latinska kriget som startade 340 f.Kr.

## Det latinska kriget
Det latinska kriget (också kallat det stora latinska kriget) var latinarna och volskernas sista försök att kuva Roms dominans. Rom segrade i kriget och i fredsavtalet som följde annekterades vissa städer direkt medan andra förblev autonoma stater bundna till Rom. Det latinska förbundet upplöstes och de kvarvarande latinska staterna tvingades istället till direkta men separata allianser med Rom. Campainerna som deltagit i kriget på latinarnas sida erövrades och blev civitas sine suffragio (medborgare utan rösträtt) vilket innebar att de hade samma rättigheter och skyldigheter som romerska medborgare men saknade rätten att rösta och delta i Roms politik. fredsavtalet kom sedan att bli mallen för hur Rom hanterade andra erövrade stater. 